# Sotkamo
Sotkamo [ˈsɔtkɑmɔ] er finsk by og kommune med 10.685 indbyggere (2012) i det nordøstlige Finland. Byen ligger 500 km nordøst for hovedstaden Helsinki.